# خوفسگول (دورنوغوبی)
شهرستان خوفسگول (به زبان مغولی: Хөвсгөл сум، [Xövsgöl sum]؛ ᠬᠥᠪᠰᠦᠭᠦᠯ ᠰᠤᠮᠤ، [köbsügül sumu]) یک شهرستان (سُوم) در مغولستان است که در استان دورنوغوبی واقع شده‌است. خووسگول ۸٬۳۷۶٫۹۶ کیلومتر مربع مساحت دارد.

## تقسیمات اداری
شهرستان خوفسگول متشکل از ۴ قصبه (باغ) می‌باشد، شامل:
- اِلست (مغولی: Элст баг، [Elst bag]؛ ᠡᠯᠡᠰᠦᠲᠦ ᠪᠠᠭ، [elesütü baɣ])
- جافخلانت (مغولی: Жавхлант баг، [Žavxlant bag]؛ ᠵᠢᠪᠬᠤᠯᠠᠩᠲᠤ ᠪᠠᠭ، [jibqulaŋtu baɣ])
- چولوت (مغولی: Чулуут баг، [Čuluut bag]؛ ᠴᠢᠯᠠᠭᠤᠲᠤ ᠪᠠᠭ، [čilaɣutu baɣ])
- خوفسگول (مغولی: Хөвсгөл баг، [Xövsgöl bag]؛ ᠬᠥᠪᠰᠦᠭᠦᠯ ᠪᠠᠭ، [köbsügül baɣ])